# Jan Jandourek
Jan Jandourek (ur. 12 maja 1965 w Nowym Mieście nad Metują) – czeski socjolog, eseista i pisarz.
W okresie 1984–1989 studiował na Wydziale Teologicznym Cyryla i Metodego w Litomierzycach. W latach 1993–1996 studiował socjologię na Uniwersytecie Karola w Pradze. Na tej samej uczelni ukończył także studia podyplomowe z zakresu socjologii. Autor artykułów w czasopismach „Lidové noviny” i „Literární noviny”. Członek rady redakcyjnej „Revue pro literaturu a kulturu Souvislosti”.
W latach 1989–1991 pracował jako duchowny w Pardubicach, 1993–1995 w praskim kościele Najświętszego Salwatora. Obecnie jest księdzem starokatolickim w Pradze.

## Twórczość
Beletrystyka
- V jámě lvové (1997)
- Škvár (1999)
- Když do pekla, tak na pořádné kobyle (2000)
- Mord (2000)
- Bomba pod postelí (2001)
- Vražda je krásná (2004)
- Zapomenuté případy Martina Anděla (2013)

Eseistyka i publicystyka
- O víře trochu jinak (1991)
- Pohanokřesťanské meditace (1995)
- Ptal jsem se cest (rozmowa z Tomaszem Halikiem, 1997)
- Cesta za pravdou (rozmowa z Václavem Malým, 1997)
- Svatí a kacíři světových náboženství (1998)
- Naděje není v kouzlech (rozmowa z Zdeňkiem Matějčkiem, 1999; współautorstwo: M. Elblová i H. Chvátalová)
- Sociologický slovník (2001)
- Úvod do sociologie (příručka, 2003)
- Když papež odchází... (2005)
- Průvodce sociologií (příručka, 2008)
- Vzestup a pád moderního ateismu (2010)
- Sociologie zločinu (2011)
- Slovník sociologických pojmů (2012)
- Srdcem proti ostnatému drátu (rozmowa z Danielem Hermanem, 2013)
- Průvodce šílené socioložky po vlastním osudu (2014).

Tłumaczenia
- Proč nás dobrý Bůh nechává trpět (1994)
- Kniha o duši: pohled hlubinné psychologie a spirituálních tradic na problémy všedního života (1997).